# Chiesa della Beata Vergine della Salute (Cagliari)
La chiesa della Beata Vergine della Salute è un edificio religioso che sorge a Cagliari, nel quartiere del Poetto.

## Storia
La parrocchia è stata eretta il 1º gennaio del 1956, dall'allora arcivescovo di Cagliari, monsignor Paolo Botto. È stata riconosciuta civilmente il 18 ottobre del 1958 e affidata ai Figli di Santa Maria Immacolata (FSMI). La chiesa è stata costruita successivamente, su progetto dell'architetto Macrelli tra il 1963 ed il 1971. All'interno della chiesa è venerata l'icona della vergine della Salute, eseguita nel 1976 da Lucia Porcu.

## Descrizione
L'elemento caratterizzante l'edificio è la copertura con una cupola piramidale protesa verso l'alto. L'interno è a pianta esagonale e presenta una navata unica con al centro l'altare. La decorazione a rilievo delle tamponature, realizzate in mattoni a vista, riprende i motivi geometrici dei tappeti sardi.
Nel 2013 è stata inaugurata la grande pala d'altare di 85 metri quadri, opera di un'équipe di circa 25 pittori spagnoli e italiani e completata da Kiko Argüello, artista e iniziatore del Cammino neocatecumenale. Al centro della pala è il Cristo Pantocratore e ai lati le scene principali della sua vita terrena, la Dormizione di Maria e la Pentecoste. L'opera pittorica è stata inaugurata dall'arcivescovo Arrigo Miglio il 29 maggio dello stesso anno.